# Barver
Barver är en kommun och ort i Landkreis Diepholz i förbundslandet Niedersachsen i Tyskland.
Kommunen ingår i kommunalförbundet Samtgemeinde Rehden tillsammans med ytterligare fyra kommuner.